# عقد 300 هـ
عقد 300 هـ هو الفترة بين عام 300 إلى 309 في التقويم الهجري، أي العشر سنوات الأولى من القرن الرابع الهجري.